# Narasimha (film, 1991)
Pour les articles homonymes, voir Narasimha (homonymie).
Pour plus de détails, voir Fiche technique et Distribution.
Narasimha (नरसिम्हा) est un film indien réalisé par N. Chandra sorti en 1991. Il donne la vedette à Sunny Deol, Dimple Kapadia et Urmila Matondkar.

## Synopsis
Narasimha (Sunny Deol), un jeune homme qui retourne auprès de sa famille après plusieurs années d'absences, découvre que celle-ci a été assassiné. Très vite, le jeune homme sombre dans l'alcool et la criminalité jusqu'à ce qu'il fasse la rencontre de Meenu (Urmila Matondkar). 

## Fiche technique
- Titre : Narasimha
- Titre original en hindi : नरसिम्हा
- Réalisation : N. Chandra
- Scénario :  N. Chandra
- Production : N. Chandra
- Musique : Laxmikant Shantaram Kudalkar
- Cinématographie : Binod Pradhan
- Pays d'origine :  Inde
- Langue : hindi
- Genre : dramatique
- Durée : 155 minutes
- Date de sortie : 1991

## Distribution
- Sunny Deol : Narasimha
- Dimple Kapadia : Anita V. Rastogi
- Urmila Matondkar : Meenu S. Singh
- Ravi Behl : Ravi V. Rastogi
- Om Puri : Suraj Narayan Singh 'Baapji'
- Shafi Inamdar : Inspecteur Vinod Rastogi
- Johnny Lever : Tempo dada
- Om Shivpuri : Saxena
- Satish Shah : Anil Saxena

## Réception

### Box office
Le film a rencontré un grand succès au box-office indien avec des recettes qui avoisinent les 470 240 000 roupies indiennes. Il révèle Urmila Matondkar.